# Adjudication à la hollandaise

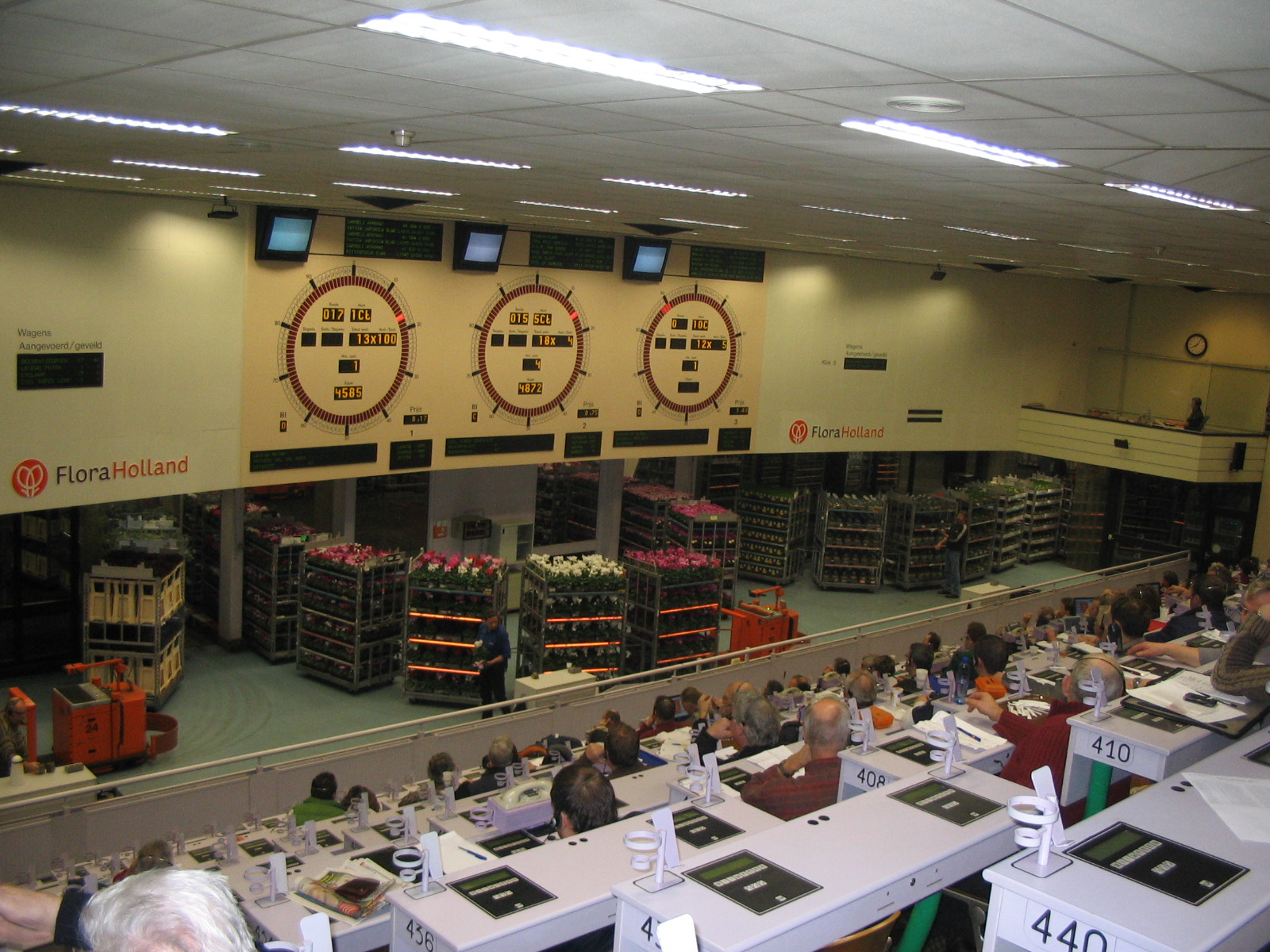
Les trois horloges de vente aux enchères de FloraHolland, Bleiswijk.

L'adjudication à la hollandaise est une technique de vente au cours de laquelle un bien est mis aux enchères à un prix plus élevé que sa valeur et dont le prix est progressivement abaissé jusqu'à ce qu'il trouve acheteur. Ce type d'enchères doit son nom à la méthode utilisée par la bourse aux fleurs des Pays-Bas.